# ستيفن غاسكين
ستيفن غاسكين (بالإنجليزية: Stephen Gaskin)‏ هو سياسي مستقل أمريكي، ولد في 16 فبراير 1935 في دنفر في الولايات المتحدة، وتوفي في 1 يوليو 2014 في Summertown, Tennessee ‏ في الولايات المتحدة.